# 比肯巴赫河
50°00′54″N 10°25′51″E / 50.01511°N 10.43093°E
比肯巴赫河（德語：Birkenbach），是德國的河流，位於該國東南部，由巴伐利亞負責管轄，屬於美因河的右支流，河道全長約2.3公里，流經哈斯貝格縣。